# Milnesium bohleberi
Espèce
Milnesium bohleberi est une espèce de tardigrades de la famille des Milnesiidae. 

## Distribution
Cette espèce est endémique des États-Unis. Elle se rencontre dans le parc national des Great Smoky Mountains en Caroline du Nord et au Tennessee.

## Publication originale
- Bartels, Nelson, Kaczmarek & Michalczyk, 2014 : The genus Milnesium (Tardigrada: Eutardigrada: Milnesiidae) in the Great Smoky Mountains National Park (North Carolina and Tennessee, USA), with the description of Milnesium bohleberi sp. nov. Zootaxa, no 3826(2), p. 356-368.